# Mimobolbus decoratus
Mimobolbus decoratus är en skalbaggsart som beskrevs av Vulcano, Martinez och Guido Pereira 1969. Mimobolbus decoratus ingår i släktet Mimobolbus och familjen Bolboceratidae. Inga underarter finns listade i Catalogue of Life.